# Атлантический сиг
Атлантический сиг (лат. Coregonus huntsmani) — вид пресноводных рыб из семейства лососёвых. Относится к полупроходным. Распространен в некоторых озёрах Новой Шотландии, а также в бассейне реки Таскет.

## Описание
Имеет удлинённое тело, сжатое с боков, размер которого меньше размеров чисто озёрных форм, короткую голову и маленькие глаза. Рот у этого вида, как правило, конечный, челюсти одинаковой длины. Жаберных тычинок немного (23-27), чешуй в боковой линии — 91-100, позвонков — 63-64. Спинной плавник состоит из 10-12 лучей, а анальный — из 9-12, брюшной — из 11-12, в грудном плавнике — 15-16 лучей. Хвостовой плавник у атлантического сига сильно выемчатый.
Брюхо серебристо-белое, спина темно-зеленая, но может быть также тёмно-синей, бока серебристого цвета, плавники светлые, кроме спинного и хвостового, которые имеют тёмный окрас. В период нереста у самцов в районе головы появляются жемчужные органы.
Вид coregonus huntsmani мало изучен. Существует предположение, что нерестовая миграция в верховья реки приходится на октябрь. Питается амфиподами, брюхоногими моллюсками, морскими червями и водными личинками насекомых (именно эти организмы были обнаружены в желудках данного вида).

## Сокращение численности
В результате очень большой промысловой востребованности этой рыбы её численность сильно сократилась, а после возведения на реке Таскет гидроэлектростанции атлантический сиг становится лёгкой добычей для рыбаков, когда осуществляет ход на нерест. Сейчас этот вид сига находится под охраной.